# Tierschutz-Nutztierhaltungsverordnung
Die Tierschutz-Nutztierhaltungsverordnung gilt für das Halten von Nutztieren zu Erwerbszwecken in Deutschland. Sie wird umgangssprachlich oft Legehennenverordnung genannt, obwohl sie stets auch die Haltung weiterer Nutztiere regelte.

## Geschichte
Die Tierschutz-Nutztierverordnung wurde 2001 zur Umsetzung von Richtlinien der Europäischen Union erlassen, die Mindestanforderungen zum Schutz von landwirtschaftlichen Nutztieren, Kälbern, Legehennen, Schweinen und Masthühnern verlangten.
Seither wurde sie mehrfach geändert. So wurde 2006 zusätzlich zur Boden- und Freilandhaltung von Hühnern die sogenannte Kleingruppenhaltung zugelassen, da eine mangelhafte Wettbewerbsfähigkeit deutscher Legehennenhalter durch die „weit über das EG-Recht“ hinausgehenden bisherigen Anforderungen zu befürchten sei.
Am 12. Oktober 2010 erklärte das Bundesverfassungsgericht Teile der dritten und vierten Änderung der Verordnung für nicht mit Art. 20a des Grundgesetzes vereinbar.
Dies betraf in der dritten Änderung die §§ 13b, 33 Abs. 3, 4 mit Regelungen zur Haltung von Legehennen und zu Haltungseinrichtungen von Pelztieren und in der vierten Änderung die §§ 13b, 38 Abs. 3, 4 mit Regelungen über die Kleingruppenhaltung bei Legehennen und übergangsweise Abweichungen zu neuen Regelungen bei Haltungseinrichtungen von Legehennen. Die Bestimmungen blieben jedoch gemäß der Entscheidung bis zum 31. März 2012 anwendbar.
Mit der Novelle 2014 wurde Abschnitt 6 zu den Anforderungen an das Halten von Kaninchen (ausgenommen zu Tierversuchszwecken) eingefügt. Demnach braucht u. a. der Halter seit 10. Februar 2015 eine Sachkundebescheinigung.

### Pelztierhaltung
Bis zur Aufhebung am 1. September 2017 war im 7. Abschnitt die Haltung von Pelztieren, nämlich die folgender Tierarten speziell wegen ihres Pelzes auf Pelzfarmen geregelt: Amerikanischer Nerz, Europäischer Iltis, Rotfuchs, Polarfuchs, Kurzschwanz-Chinchilla, Langschwanz-Chinchilla, Sumpfbiber und der Marderhund.
Haltungseinrichtungen durften demnach nur nebeneinander, nicht übereinander angebracht sein (§ 33 Abs. 4). Bei Käfigen im geschlossenen Gebäude mussten Lichtöffnungen am Gebäude 5 % der Grundfläche ausmachen. Für jede Haltungseinrichtung war ein Nestbaukasten vorgeschrieben und eine Grundfläche für
- Nerze und Iltisse von mindestens drei Quadratmetern,
- Füchse und Marderhunde von mindestens zwölf Quadratmetern,
- Sumpfbiber von mindestens vier Quadratmetern und
- Chinchillas von mindestens einem Quadratmeter (§ 40 Abs. 5).

In Einrichtungen für Nerze und Sumpfbiber sollte zudem eine Art Schwimmbecken (1 m² Oberfläche, 30 cm Tiefe) sein (§ 40 Abs. 8 Nr. 1, 3).

An die Stelle der Verordnung trat die Regelung durch Gesetz.

## Inhalt

### Überblick
Die Tierschutz-Nutztierverordnung ist in acht Abschnitte eingeteilt:
- Abschnitt 1 (§§ 1 bis 4) regelt den Anwendungsbereich, Begriffsbestimmungen und allgemeine Anforderungen.
- Abschnitt 2 (§§ 5 bis 11) enthält Anforderungen an die Haltung von Kälbern.
- Abschnitt 3 (§§ 12 bis 15) enthält Anforderungen an die Haltung von Legehennen.
- Abschnitt 4 (§§ 16 bis 20) enthält Anforderungen an die Haltung von Masthühnern.
- Abschnitt 5 (§§ 21 bis 30) enthält Anforderungen an die Haltung von Schweinen.
- Abschnitt 6 (§§ 31 bis 37) enthält Anforderungen an die Haltung von Kaninchen.
- Abschnitt 7 (§§ 38-43) enthielt Anforderungen an die Haltung von Pelztieren.
- Abschnitt 8 (§§ 44 bis 46) bestimmt Ordnungswidrigkeiten und die Schlussbestimmungen.

### Zur Hühnerhaltung
Neu zugelassene Haltungseinrichtungen müssen so ausgestaltet sein, dass alle Hennen „artgemäß“ fressen, trinken, ruhen, sandbaden sowie zur Eiablage einen gesonderten Nestbereich aufsuchen können. Sie müssen eine Mindesthöhe von 2 m und eine Fläche von mindestens 2 × 1,5 m haben und mit Nestern, Sitzstangen und Einstreu ausgestattet sein. Die nutzbare Fläche pro Henne muss mindestens 1.100 cm² betragen.
Anlagen mit weniger Fläche pro Huhn werden nicht neu zugelassen. Bestehende Käfiganlagen mit 550 cm² nutzbarer Fläche je Henne durften nur noch bis zum 31. Dezember 2006 genutzt werden. Bestehende Käfige mit Nest, Sitzstange und Einstreu (750 cm²) durften bis zum 31. Dezember 2011 genutzt werden.